# Heidelberg-Schwarzwald-Bodensee-Weg
De Heidelberg-Schwarzwald-Bodensee-Weg is een langeafstandsfietsroute in Duitsland. De route verbindt het dal van de Neckar bij Heidelberg via het Zwarte Woud (Duits: Schwarzwald) met de Bodensee. Het traject is bewegwijzerd in twee richtingen.

## Traject
De route start in Heidelberg aan de Neckar. Hier kan worden aangesloten op de Neckartal-Radweg en de Burgenstraße. De route voert door het Zwarte Woud en komt bij Pforzheim uit aan de rivier Nagold welke wordt gevolgd tot de gelijknamige stad Nagold. 
In Horb am Neckar komt de route weer uit bij de Neckar en kruist deze de Neckartal-Radweg. De route loopt een deel buiten het dal van de Neckar en komt er bij Rottweil weer bij. Nu loopt de route parallel met de Neckartal-Radweg tot het eindpunt van deze route in Villingen-Schwenningen.
In Donaueschingen ontspringt de Donau en kan de Donauradweg worden opgepakt.
De route voert nu via het Zwarte Woud naar het eindpunt Radolfzell am Bodensee aan de Bodensee. Hier kan worden aangesloten op de EuroVelo EV6 Atlantische kust naar de Zwarte Zee en op de Bodensee-Radweg.

## Aansluitingen met Europese fietsroutes
- In Radolfzell am Bodensee kan worden aangesloten op de EuroVelo EV6 Atlantische kust naar de Zwarte Zee.

## Aansluitingen met andere fietsroutes
- In Heidelberg kan worden aangesloten op de Neckartal-Radweg.
- In Heidelberg kan worden aangesloten op de Burgenstraße.
- In Horb am Neckar kruist de route de Neckartal-Radweg.
- Tussen Rottweil en Villingen-Schwenningen loopt de route parallel met de Neckartal-Radweg.
- In Donaueschingen kan worden aangesloten op de Donauradweg.
- In Radolfzell am Bodensee kan worden aangesloten op de Bodensee-Radweg.